# Czesław Siekierski
Czesław Siekierski (Stopnica, 8 ottobre 1952) è un politico polacco, Ministro dell'Agricoltura e dello Sviluppo Rurale della Polonia dal 13 dicembre 2023, nonché membro del Sejm dal 9 agosto 2019, dopo esserlo già stato dal 20 ottobre 1997 al 19 luglio 2004.
Tra il 2004 al 2019 ha anche ricoperto l’incarico di Europarlamentare, venendo eletto all'incarico di Presidente commissione per l'agricoltura e lo sviluppo rurale per il periodo 2014-2019.

## Biografia
Siekierski ha conseguito una laurea in economia rurale, per poi svolgere la propria attività presso l'università di Varsavia in qualità di docente. Nel 2001, veniva chiamato a collaborare, in qualità di segretario di stato presso il ministero dell'agricoltura e delle politiche rurali fino al 2003.